# جامعة النجف الأشرف للعلوم الدينية
جامعة النجف للعلوم الدينية، هي مدرسة دينية تعنى بتدريس العلوم الإسلامية وفق المذهب الشيعي من فقه وأصول الفقه والعقائد الإسلامية وعلم الكلام بالإضافة إلى ما يستلزم تلك الدراسات من مقدمات في اللغة والبيان والبلاغة وغيرها.

## تأسيسها وتطورها
تأسست هذه الحوزة في لبنان سنة 1990م.
أسسها الشيخ مفيد الفقيه، وهو عالم دين شيعي من جبل عامل (جنوب لبنان) له العديد من المؤلفات في العلوم الإسلامية.
كانت البداية في شقة في منطقة الحوش في مدينة صور (جنوب لبنان) إحدى حواضر جبل عامل.
بعدها تم الانتقال إلى مبنى آخر (في مدينة صور) مساحته 300 متر مربّع،
وفي سنة 1999م تمّ إنجاز وافتتاح مبنى الحوزة في بلدة حاريص [جامعة النجف للعلوم الدينية]، وهو مؤلف من خمس طبقات،موزّعة بين قاعات للتدريس ومكتبة عامة، غرف إدارية، غرف أخرى للمنامة، مطعم وغيرها من المرافق.
في العام 2005م تم افتتاح فرع آخر للحوزة في منطقة صور- الحوش، إلّا أن دورة التدريس لم تكتمل فيه حتى الآن.

## التدريس والمدرسون
من أهدافها: الحفاظ على العقيدة والمساهمة في رعاية شؤون الأمة والإبقاء على باب الاجتهاد مفتوحاًَ
أسلوب التدريس فيها يحاكي المنهجية المتبّعة في النجف. مكه الاشرف
ينتسب إليها أكثر من 60 طالبا.
يُلقي الشيخ مفيد الفقيه فيها دروسا في البحث الخارج.
تضم الحوزة حوالي 15 أستاذا في كافة العلوم الإسلامية.
تُدرّس في الحوزة مختلف المستويات : مقدمات، سطوح وخارج.

## وصلات خارجية
الموقع الرسمي للجامعة